# Кери (острво)
Кери (ест. Keri; швед. Kockskär) малено је острво смештено уз северну обалу Естоније, у Финском заливу Балтичког мора. Налази се на око 8 километара северно од острва Прангли и једно је од најсевернијих естонских острва (лежи на око 90 километара јужније од руских територијалних вода). Острво административно припада округу Харјума.
Острво представља малену камениту стену издужену у смеру северозапад-југоисток у дужини од 427 метара и ширини до 213 метара. Површина острва је око 3,1 хектара (0,031 км²).
Острво Кери налази се на важном поморском путу у северном балтику због чега је на њему још 1719. подигнут светионик (светионик је подигнуту по наређењу императора Петра Великог). Првобитни светионик замењен је новим саграђеним 1803. године. Године 1902. на острву је откривено лежиште земног гаса који је потом кориштен за рад самог светионика. Светионик на Керију је тако био једини објекат те врсте који је у периоду 1906–1912. радио на гасни погон. Након мањег потреса 1912. гас је престао да избија из бушотине на острву. Једини становници острва вековима су били радници на светионику и њихове породице, а последњи становници напустили су острво 2002. године. Светионик данас ради на аутоматски погон, а снабдева се енергијом из ветротурбине и са соларних панела.
Совјетска авијација је 1940. изнад острва срушила фински цивилни авион, и у тој трагедији страдало је 9 путника. У знак сећања на страдале путнике на острву је 14. јуна 1993. подигнут споменик. 